# Новохатько, Владимир Данилович
Владимир Данилович Новохатько (род. 18 марта 1941) — советский борец классического стиля, чемпион и призёр чемпионатов СССР, чемпион Европы, мастер спорта СССР международного класса (1966).

## Биография
Увлёкся борьбой в 1956 году. В 1961 году выполнил норматив мастера спорта СССР. Участвовал в шести чемпионатах СССР. С 2000 года старший тренер НОК КДЮСШ № 1. Ушёл из большого спорта в 1971 году. В 1968 году награждён орденом «Знак Почёта». Живёт в Николаеве (Украина).

## Спортивные результаты
- Чемпионат СССР по классической борьбе 1966 года — ;
- Классическая борьба на летней Спартакиаде народов СССР 1967 года — .